# Klein ijshoen
Het klein ijshoen of kleine zuidpoolkip (Chionis minor) is evenals de (gewone) zuidpoolkip geen hoender, maar een verwant van de kieviten en plevieren, vogels uit de orde Steltloperachtigen.

## Kenmerken
De Nederlandse en wetenschappelijke naam suggereren een verschil in grootte, maar dat is er nauwelijks. Het klein ijshoen (of de kleine zuidpoolkip) is ook 38 tot 41 cm lang en heeft een spanwijdte van 74 tot 79 cm. De vogel is wit gekleurd. Rond het oog zit een wrattige, naakte huid die zwart gekleurd is en ook de korte dikke snavel is helemaal zwart. De poten variëren in kleur tussen zwart (noordelijk gelegen eilanden) tot vleeskleurig op meer zuidelijke eilanden.

## Foerageergedrag
Net als de zuidpoolkip is het klein ijshoen een alleseter die bovendien gespecialiseerd zijn in kleptoparasitisme. Ze houden zich graag op rond zeevogel- en zeezoogdierenkolonies waar ze leven van uitwerpselen, placenta's, eieren, kuikens, afval, aanspoelsel zoals algen, dode vis en ongewervelde dieren.

## Verspreiding en leefgebied
Het klein ijshoen komt voor op een aantal subantarctische eilanden in de Indische Oceaan. Net als de zuidpoolkip verblijft het klein ijshoen vrijwel permanent op het land (terwijl de meeste andere vogelsoorten daar een groot deel van hun bestaan op open zee leven).
De soort telt vier ondersoorten:
- C. m. marionensis: Prins Edwardeiland en Marioneiland (zuidelijk van Zuid-Afrika).
- C. m. crozettensis: de Crozeteilanden (zuidelijke Indische Oceaan).
- C. m. minor: Kerguelen (zuidelijke Indische Oceaan).
- C. m. nasicornis: Heard en McDonaldeilanden (zuidelijke Indische Oceaan).

## Status
De grootte van de populatie wordt geschat op 8.700-13.000 volwassen vogels. Op de Rode lijst van de IUCN heeft deze soort de status niet bedreigd.